# Serratus posterior inferior
Serratus posterior inferior  (eller posterior serratus) er en muskel i den menneskelige krop.